# Katharina Ronja Brusa
Katharina Ronja Brusa (* 20. April 1993 in Gams, Schweiz) ist eine Schweizer Schauspielerin.

## Leben und Ausbildung
Mit 13 Jahren spielte Katharina Ronja Brusa Musik, was den Wunsch in ihr weckte, auf der Bühne zu stehen. Nachdem sie ihre Ausbildung in der Hotellerie abgebrochen hatte, konzentrierte sie sich aufs Balletttanzen. Sie sammelte ihre ersten Bühnenerfahrungen in der Schweiz bei der Choreografin Rena Brandenberger. Danach trainierte sie in New York City bei Steps on Broadway, Peridance Center und der Alvin Ailey School und absolvierte eine Ausbildung zur Musicaldarstellerin in Hamburg. In ihrer weiteren Karriere wechselte sie in die Filmschauspielerei.
Sie arbeitete mit renommierten Schauspielcoaches wie Jo Kelly in Los Angeles. In Berlin bildete sie sich in der Chubbuck-Technik und im Source Tuning bei Jens Roth weiter.
Katharina Ronja Brusa lebt mit ihrem Partner in Berlin.

## Karriere
Brusa trat seit 2023 in mehreren deutschen TV-Serien auf, darunter Lena Lorenz, Hubert ohne Staller, WaPo Bodensee und im Tatort.

## Filmografie
- 2024: WaPo Bodensee, Episode Tödliche Begegnung (Fernsehserie)
- 2024: Tatort (TV-Filmreihe)
- 2024: Hubert ohne Staller, Episode: Der Tod tanzt aus der Reihe (Fernsehserie)
- 2023: Intangible Trail (Kurzfilm)
- 2023: Vital Tech (Kurzfilm)
- 2023: Lena Lorenz, Episoden 39 und 40 (Fernsehserie)
- 2022: Who’s gonna bring you home? (Teaser, Filmkonzept)
- 2022: Vertagt (Kurzfilm)
- 2022: Beyond the Blue (Medium Length Film)
- 2020: A Clown’s Face (Kurzfilm)